# J・J・ディロン
J・J・ディロン（J.J. Dillon、本名：James "Jim" Morrison、1942年6月26日 - ）は、アメリカ合衆国の元プロレスラー、マネージャー、ブッカー。ニュージャージー州トレントン出身。
ヒールの悪徳マネージャーとしての実績で知られ、日本では「極悪仕掛人」の異名を持つ。ブッカー業務などエグゼクティブとしても手腕を発揮し、1990年代はWWFとWCWの両団体で要職を務めた。

## 来歴
1962年、地元のニュージャージーでプロレスラーとしてデビュー。ジョニー・バレンタインを意識した金髪の若手ヒールとして売り出される。1968年からはオハイオなど五大湖地区に進出し、以降は1970年代全般にかけて、カナダ大西洋岸の沿海州を本拠地とするイースタン・スポーツ・アソシエーションや、アメリカ合衆国南部のNWA圏（テキサス、フロリダ、ジョージア、ミッドアトランティック）などを転戦。
テキサス西部のアマリロ地区では1974年9月19日にキラー・カール・コックスからNWAウエスタン・ステーツ・ヘビー級王座を奪取、テリー・ファンクやディック・マードックともタイトルを争い、プレイング・マネージャーとしてカン・フー・リーとも共闘した。1975年11月から1976年にかけてはテキサス東部のダラス地区において、モンゴリアン・ストンパーやムーンドッグ・ロニー・メインのマネージャーも担当している。
選手としても、1979年1月11日にテッド・デビアスを破り、アマリロ地区認定のNWAインターナショナル・ヘビー級王座を獲得。1981年8月27日にはカンザス地区にてバズ・タイラーと組み、ボブ・スウィータン&テリー・ギッブスからNWAセントラル・ステーツ・タッグ王座を奪取している。テネシー州メンフィスのCWAでは1982年にジェリー・ローラーやビル・ダンディーと抗争を展開、同年にCWAにてデビューしたカマラの初代マネージャーも務めた。
その後、フロリダ地区で本格的にプレイング・マネージャーとして活動するようになり、ドリー・ファンク・ジュニア、ビッグ・ジョン・スタッド、ブルーザー・ブロディ、ケンドー・ナガサキ、アウトロー・ロン・バスら歴代のヒール勢をコントロール、同地区のエースだったダスティ・ローデスとの抗争を指揮した。自身も1982年3月にミスター・レスリング2号を破り、NWAフロリダ・ヘビー級王座を獲得している。
1984年より、ローデスと共にフロリダからミッドアトランティック地区のジム・クロケット・プロモーションズに移籍。現役を引退してマネージャーおよびブッカー業務に専念し、リック・フレアーらが結成したフォー・ホースメンのブレインとなって活躍した。しかし、テッド・ターナーのクロケット・プロ買収後はWCWに留まらず、ビンス・マクマホンにヘッドハンティングされて1989年にWWFへ転出。タイタン・スポーツ社副社長のポストに就いて辣腕を振るった。
1996年、WWFを脱退してWCWに復職。「コミッショナー」の立場で現場にも復帰し、新生フォー・ホースメンと共闘してnWoやエリック・ビショフとの抗争アングルも行った。2001年のWCW崩壊後はTNAに「チーフ・ファイナンシャル・オフィサー」として登場。2003年にTNAを離れ、フルタイムのプロレスリング・ビジネスから引退した。
以降も各地のインディー団体にゲスト出演しており、2006年7月15日にはROHのPPV "Death Before Dishonor 4" に登場。2008年3月31日にはWWEのRAWで行われたフレアーの引退セレモニーに、かつてのフォー・ホースメンのメンバーと共に出席した。2009年下期からは再びROHに登場している。
日本ではジム・デュランの名で知られ、1974年1月に全日本プロレスに初来日。以降も中堅ヒールのポジションで全日本の常連外国人となり、通算7回にわたって来日した。1977年4月にはチャンピオン・カーニバルの第5回大会に出場。ジャイアント馬場との公式リーグ戦では両者リングアウトの引き分けに持ち込んでいる。同年末には、犬猿の仲だったアブドーラ・ザ・ブッチャーとザ・シークに史上最凶悪コンビを結成させて世界オープンタッグ選手権にブッキングし、彼らのマネージャーを務めるなど、悪の仕掛人ぶりを発揮した。1983年2月の来日では、ザ・グレート・カブキの凱旋帰国第1戦の相手を務めている。
2012年、フレアー、アーン・アンダーソン、タリー・ブランチャード、バリー・ウインダムのフォー・ホースメンと共に、WWE殿堂に迎えられた。2014年には単独でのNWA殿堂入りも果たしている。

## 獲得タイトル
イースタン・スポーツ・アソシエーション
- 北米ヘビー級王座（マリタイム版）：1回[23]
- インターナショナル・ヘビー級王座（マリタイム版）：1回[24]
- インターナショナル・タッグ王座（マリタイム版）：1回（w / フレディ・スウィータン）[25]

NWAウエスタン・ステーツ・スポーツ
- NWAウエスタン・ステーツ・ヘビー級王座：1回[4]
- NWAインターナショナル・ヘビー級王座（アマリロ版）：1回[7]

チャンピオンシップ・レスリング・フロム・フロリダ
- NWAフロリダ・ヘビー級王座：1回[13]
- NWAフロリダTV王座：1回[26]
- NWAフロリダ・タッグ王座：1回（w / ロジャー・カービー）[27]

セントラル・ステーツ・レスリング
- NWAセントラル・ステーツ・タッグ王座：1回（w / バズ・タイラー）[8]

ワールド・レスリング・エンターテインメント
- WWE殿堂：2012年度（w / フォー・ホースメン）[21]

ナショナル・レスリング・アライアンス
- NWA殿堂：2014年度[22]

## 担当選手
- カン・フー・リー
- ブルート・バーナード
- エンジェル・モレル
- ワルドー・フォン・エリック
- モンゴリアン・ストンパー
- ムーンドッグ・メイン
- アブドーラ・ザ・ブッチャー
- ザ・シーク
- ブラックジャック・マリガン
- キラー・ブルックス
- ケン・パテラ
- カマラ
- ケビン・サリバン
- アーニー・ラッド
- バッド・バッド・レロイ・ブラウン
- ザ・スポイラー
- オックス・ベーカー
- アイアン・シーク
- ドリー・ファンク・ジュニア
- テリー・ファンク
- デビッド・フォン・エリック
- ケリー・フォン・エリック
- ヒロ・マツダ
- アバランシュ・タイラー

- アイアン・マイク・シャープ
- ケンドー・ナガサキ
- キング・トンガ
- ジム・ガービン
- ビッグ・ジョン・スタッド
- ブルーザー・ブロディ
- エイドリアン・ストリート
- ボビー・ダンカン
- アンジェロ・モスカ
- ジョー・ルダック
- アウトロー・ロン・バス
- ブラック・バート
- ワンマン・ギャング
- バディ・ランデル
- リック・フレアー
- オレイ・アンダーソン
- アーン・アンダーソン
- タリー・ブランチャード
- レックス・ルガー
- バリー・ウインダム
- ブッチ・リード
- スティーブ・コリノ
- サイモン・ダイアモンド

## 関連文献
- "Wrestlers Are Like Seagulls" from McMahon to McMahon James J. Dillon with Scott Teal & Philip Varriale （June 1, 2005）